# Toulenne
Toulenne – miejscowość i gmina we Francji, w regionie Nowa Akwitania, w departamencie Żyronda.
Według danych na rok 1990 gminę zamieszkiwało 1839 osób, a gęstość zaludnienia wynosiła 279 osób/km² (wśród 2290 gmin Akwitanii Toulenne plasuje się na 227. miejscu pod względem liczby ludności, natomiast pod względem powierzchni na miejscu 1312.).